# Razzia az Aranysasban (televíziós film)
A Razzia az Aranysasban 1991-ben készült televíziós film, amelynek alapjául Hunyady Sándor azonos című műve szolgál. 

## Cselekménye
A történet a következő: a századfordulón egy rendőrfőnök razziát tart az Aranysas nevű mulatóhelyen/bordélyházban, de közben - in flagranti - rajtakapja a saját feleségét.

## Szereplők
- Andorai Péter - Férj
- Rák Kati - Feleség
- Téri Sándor - Kosztos fiú
- Jancsó Adrienne - Öregasszony
- Szilágyi István - Öregember
- Rátonyi Róbert - Parancsnok
- Prókai Éva - Varrólány
- Viktor Gedeon - Rendőr
- Zentai Ferenc - Rendőr
- Kaszás Imre - Rendőr

További szereplők: Alonso Joachim, Beleznay Kitty, Csorba Hajnalka, Czakó Zoltánné, Járó Géza, Szendrő Zsuzsanna, Ungár Béla, Vikár Dóra, Zentai Lilla.